# Adel Lahcen
Adel Lahcen (en arabe : عادل لحسن), né le 7 août 1991, est un haltérophile algérien.

## Carrière
Il est triple médaillé d'argent aux championnats d'Afrique 2021 à Nairobi dans la catégorie des moins de 67 kg.